# Hübschl Kálmán
Hübschl Kálmán (Esztergom, 1877. május 30. – Vác, 1946. szeptember 22.) magyar építész.

## Élete
1900-ban szerzett oklevelet a budapesti műegyetemen. Ezt követően a Földművelésügyi Minisztériumban kapott mérnöki munkát, majd Vácra költözött. Itt városi főmérnökként helyi tervezési, illetve városfejlesztési feladatokba vonták bele.
Több magán- és középületet tervezett országszerte. Jelentősnek tartják a vasbeton-szerkezetek ornamentálására tett kísérleteit. Népies stílusú motívumok is megfigyelhetők alkotásain.
Emlékére alapították 2021-ben a Vác Város Építészeti Díjat.

## Ismert épületei

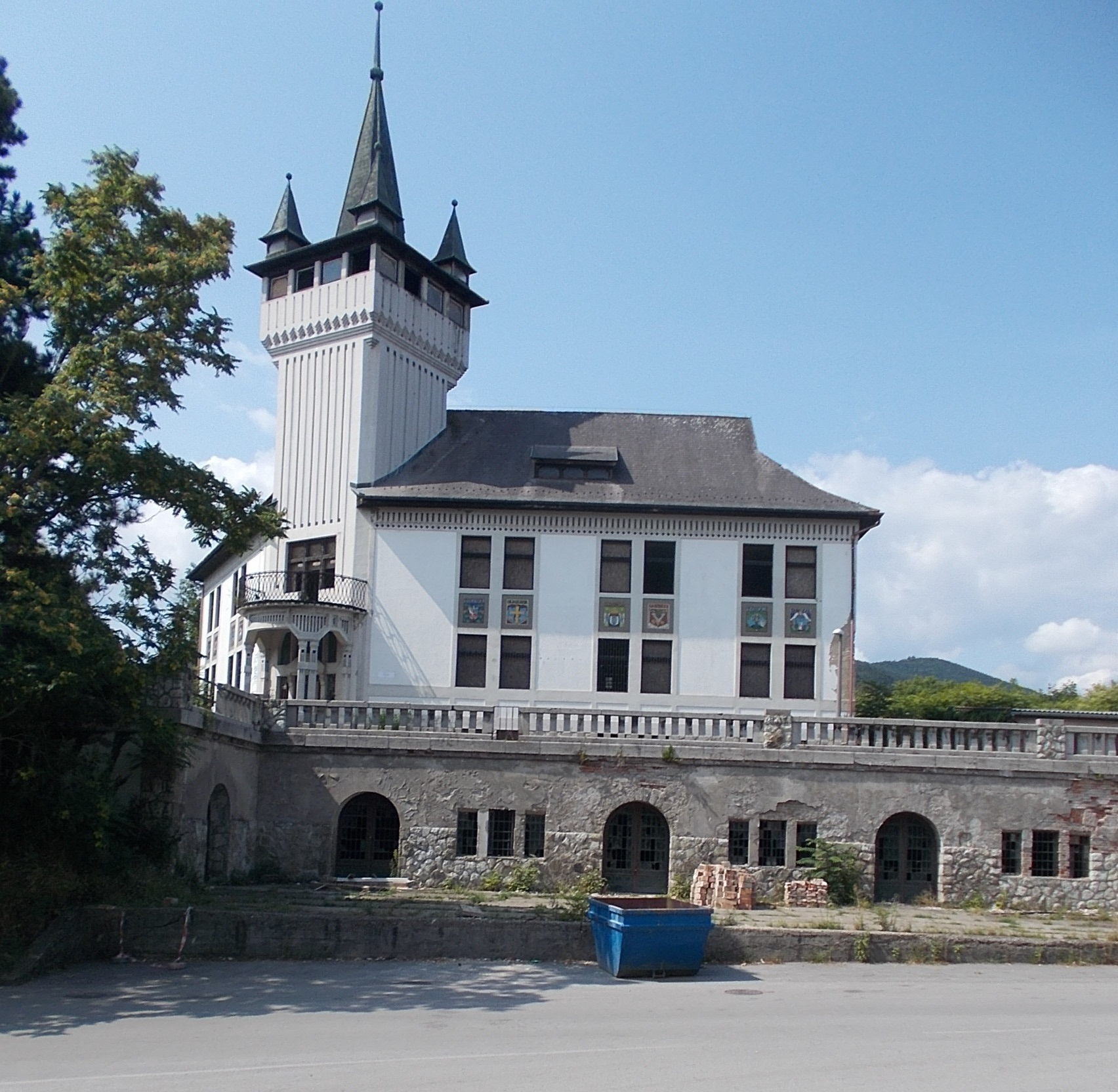
„Bortemplom”, Sátoraljaújhely

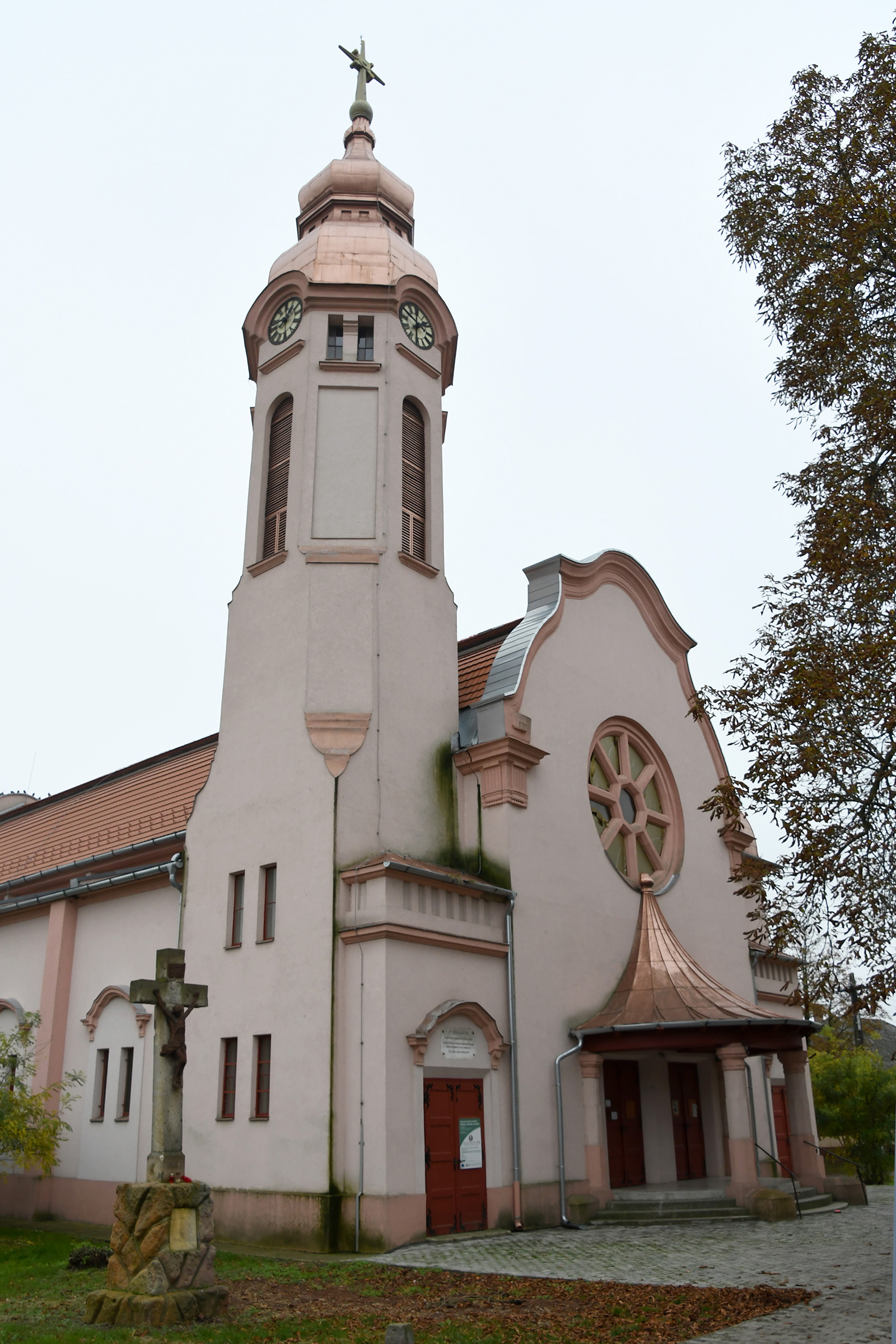
Római katolikus templom, Zagyvarékas

- 1907: Magyar Királyi Pincemesteri tanfolyam borárverező csarnoka, Budafok[3]
- 1908: római katolikus templom, Zagyvarékas[1]
- 1910–1911: Hübschl-villa, Vác, Ady Endre sétány 17.[1][4][5]
- 1911: állami borpince, Miskolc[1]
- 1911: Szőlestelep borház, Tápiószecső[1]
- 1911: állami borpince / „Bortemplom”, Sátoraljaújhely[1][6]
- 1912: a Fürdő Szálló vasbeton uszodája, Esztergom[7]
- 1925: kilátó, Naszály[8]
- 1925–1926: az Apor Vilmos Katolikus Főiskola épületének bővítése (épült: Meissl József bécsi építész tervei szerint 1777–1783)[9]
- 1927: a Fürdő Szálló versenymedencéje, Esztergom[7]
- 1927: Váci Dunakanyar Színház, Vác, Dr. Csányi László krt. 58.[10]
- ?: Szathmáry Zoltán lakóháza, Marosludas[11]

Tervei alapján készült el a váci városháza díszterme is, erre emléktábla figyelmeztet.

### Tervben maradt épületek
- 1906: VI. kerületi főgimnázium, Budapest[1]
- 1906: vendéglő- és kaszinó, Szakolca[13]